# Arrondissement di Barcelonnette
L'arrondissement di Barcelonnette è un arrondissement dipartimentale della Francia situato nel dipartimento delle Alpi dell'Alta Provenza, nella regione della Provenza-Alpi-Costa Azzurra.

## Storia
Fu creato nel 1800, sulla base dei preesistenti distretti.
A seguito della riforma approvata con decreto del 24 febbraio 2014, che ha avuto attuazione dopo le elezioni dipartimentali del 2015, ha assorbito il cantone di Le Lauzet-Ubaye.

## Composizione
L'arrondissement è composto da 16 comuni raggruppati in un unico cantone, il cantone di Barcelonnette.